# Lukin László
Lukin László (Baja, 1926. január 30. – Budapest, 2004. augusztus 18.) magyar zenepedagógus, karnagy, műfordító, előadóművész, zenei ismeretterjesztő.

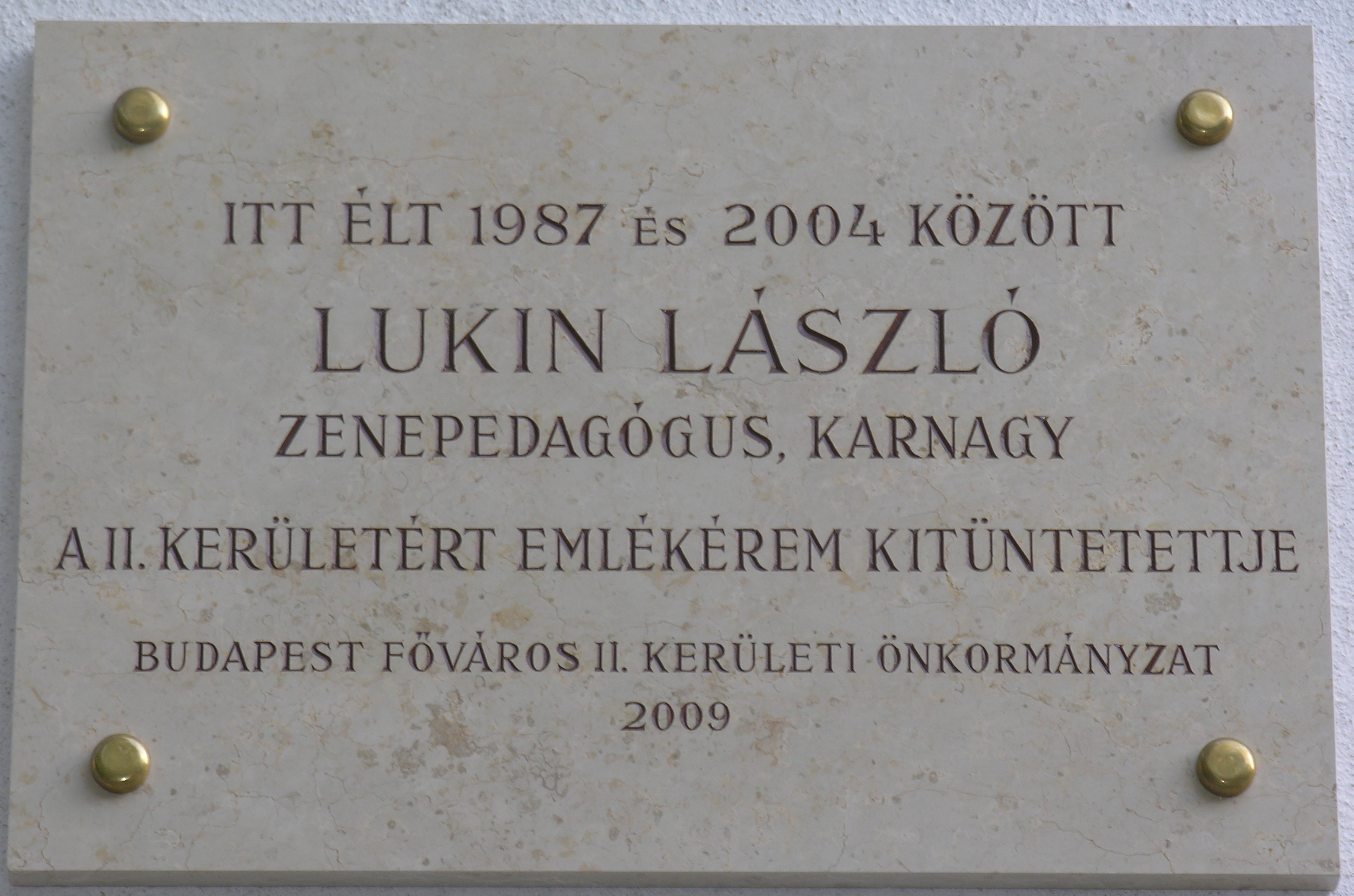
Lukin László emléktáblája egykori lakhelyén, a Vérhalom utca 20. szám alatt

## Életpályája
Lukin Sándor és Dobler Margit gyermekeként született. Édesapja tanár volt, de mellette kántorkodott, jól játszott orgonán és hegedűn is.  Édesanyja is zeneiskolát végzett, tőle tanult zongorázni.

## Tanulmányai
A bajai III. Béla Ciszterci Gimnáziumban érettségizett 1944-ben. Zenei vezetői Recska Ilona (zongora) és Bálint Ferenc (elmélet) voltak.
1944–1948 között a budapesti Zeneakadémián egyházkarnagyi szakon végzett, Bárdos Lajos tanítványaként. Az 1948–49-es esztendőben pedig középiskolai ének- és zenetanárképző szakon tanult, ahol Ádám Jenő volt a mestere. Orgonálni Pécsi Sebestyéntől tanult.

## Munkássága
1950-1982 között a Budapesti Fazekas Mihály Gyakorló Általános Iskola és Gimnázium énektanára volt, emellett több énekkart irányított: a Budapesti Kórus helyettes karnagyaként, 1950-1954 között a Dunakeszi MÁV Férfikar, 1954-1964 között  a Vasutas Szakszervezet Központi Kórusának karnagyaként tevékenykedett és 1954-től haláláig vezette az Országos Filharmónia ifjúsági hangversenyeit. 1958 és 1968 között a Muzsika című folyóirat „Tücsökmuzsika” rovatát szerkesztette. 1960-1965 között a Zenélő órák című tévéműsort vezette.  Haláláig a Magyar Rádió külső munkatársa is volt.

## Magánélete
1950-ben kötött házasságot Horváth Eszterrel (1927–1996), akivel 8 gyermekük született. Második felesége (1998-tól haláláig) Kovács Mária volt.

## Művei
Haydn születésének 250. évfordulójára (1959, Zeneműkiadó Budapest) az ő szerkesztésében jelentek meg Haydn kánonjai. Több szakkönyvvel gazdagította a magyar zenepedagógiát, ő készítette el például az Ének-zene a gimnáziumok I-III. osztálya számára című tankönyvet, illetve az általános iskolák 7-8. osztályának szóló ének-zene tankönyvet.
2003-ban a Hungaroton lemezkiadó közreműködésével  ismeretterjesztő sorozatot indított kisdiákok számára „Zenés mesék – Mesés zenék” címmel, amely a komolyzenei művek bemutatása mellett a zenei elemekkel, eszközökkel is megismerteti a gyerekeket.

## Elismerései
A Liszt Ferenc Társaság, a Magyar és a Nemzetközi Kodály Társaság alapító (elnökségi) tagja, a Bárdos Lajos Társaság főtitkára, zenei klubok vezetője.
- Baja városának díszpolgára (1989)
- A Magyar Köztársasági Érdemrend kiskeresztje (1996)
- a II. Kerületért Emlékérem (2000)
- Wlassics Gyula-díj (2003)

## Nevét viselő intézmények
- Érd (2005): Lukin László Alapfokú Művészetoktatási Intézmény
- Baja (2006): Lukin László Ének-Zenei Általános Iskola és AMI